# 텔렘

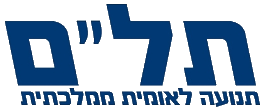

텔렘(히브리어: תל"ם)은 이스라엘의 중도우파 정당이다. 정당 이름은 "국가 정치인 운동"(히브리어: תנועה לאומית ממלכתית 트누아 레우미트 맘라크티트)의 히브리어 약칭이다. 2019년 1월 2일 모셰 얄론 전 국방장관이 4월 총선에 도전할 것을 목표로 창당했다. 창당 직후 청백연합에 가입했다.